# الاكمة (جبلة)

تعديل مصدري - تعديل

الاكمة محلة تابعة لقرية خطرة، التابعة لعزلة المعشار بمديرية جبلة إحدى مديريات محافظة إب في الجمهورية اليمنية، بلغ تعداد سكانها 115 حسب تعداد اليمن لعام 2004.